# Тинтява (село)
 Тази статия е за село Тинтява.  За растението вижте Тинтява.  
Тинтява е село в Южна България. То се намира в община Крумовград, област Кърджали.

## География
Село Тинтява се намира в планински район.

## История
До 1934 година селото носи името Тирфили. През първата половина на XIX век жители на Тирфили се заселват в село Мерхамли, Ференско.

## Население
Численост и дял на етническите групи според преброяването на населението през 2011 г.:
|                     | Численост | Дял (в %) |
| Общо                | 27        | 100,00    |
| Българи             | 0         | 0,00      |
| Турци               | 27        | 100,00    |
| Цигани              | 0         | 0,00      |
| Други               | 0         | 0,00      |
| Не се самоопределят | 0         | 0,00      |
| Неотговорили        | 0         | 0,00      |